# Żeneta grzywiasta
Żeneta grzywiasta (Genetta cristata) – gatunek ssaka z podrodziny Genettinae w obrębie rodziny wiwerowatych (Viverridae), występujący w zachodniej Afryce; według IUCN jest narażony na wyginięcie.

## Taksonomia
Gatunek po raz pierwszy zgodnie z zasadami nazewnictwa binominalnego opisał w 1940 roku brytyjski zoolog Robert William Hayman jako podgatunek żenety serwalowatej (G. servalina) i nadając mu nazwę Genetta servalina cristata. Holotyp pochodził z Okoiyong, na wysokości 450 ft (137 m), z okolic Mamfé, w Kamerunie. Holotypem był dorosły samiec o numerze katalogowym BMNH 39.323 odłowiony 11 czerwca 1933 roku przez brytyjskiego zoologa Ivana Terrance’a Sandersona i znajdujący się w kolekcji Muzeum Historii Naturalnej w Londynie. Na holotyp składała się skóra i czaszka w dobrym stanie; w czaszce brakowało czterech zębów górnych. 
W strefie sympatrycznej w środkowym Kamerunie, północnym Gabonie i Kongu może dochodzić do krzyżowania się G. cristata i G. servalina. Autorzy Illustrated Checklist of the Mammals of the World uznają ten gatunek za monotypowy.

### Etymologia
- Genetta: starofr. genette „żeneta”[10].
- cristata: łac. cristatus „grzywiasty, czubaty”, od crista „grzebień, czub”[11].

## Zasięg występowania
Żenetę grzywiastą odnotowano głównie w Nigerii i Kamerunie. Wykazano, że występuje od rzeki Niger na wschód do rzeki Sanaga, ale istnieją również zapisy dotyczące tego gatunku z zachodniej części delty Nigru; na przykład jeden osobnik został kupiony przy drodze w pobliżu miasta Azumini w Nigerii. Według danych z 2006 roku na podstawie modelowania nisz ekologicznych, żeneta grzywiasta występuje na obszarze ponad 500 km na południe od rzeki Sanaga, w południowym Kamerunie, Gabonie i Kongu, a także 180 km na zachód od znanego obszaru występowania w Nigerii, pomiędzy Oni i Epe, jednak nie są to dane kartograficzne. Widoczny brak żenety grzywiastej na wschód od rzek Kongo i Oubangi może być spowodowany brakiem badań, niską zdolnością do rozprzestrzeniania się lub rzecznymi barierami geograficznymi.

## Morfologia

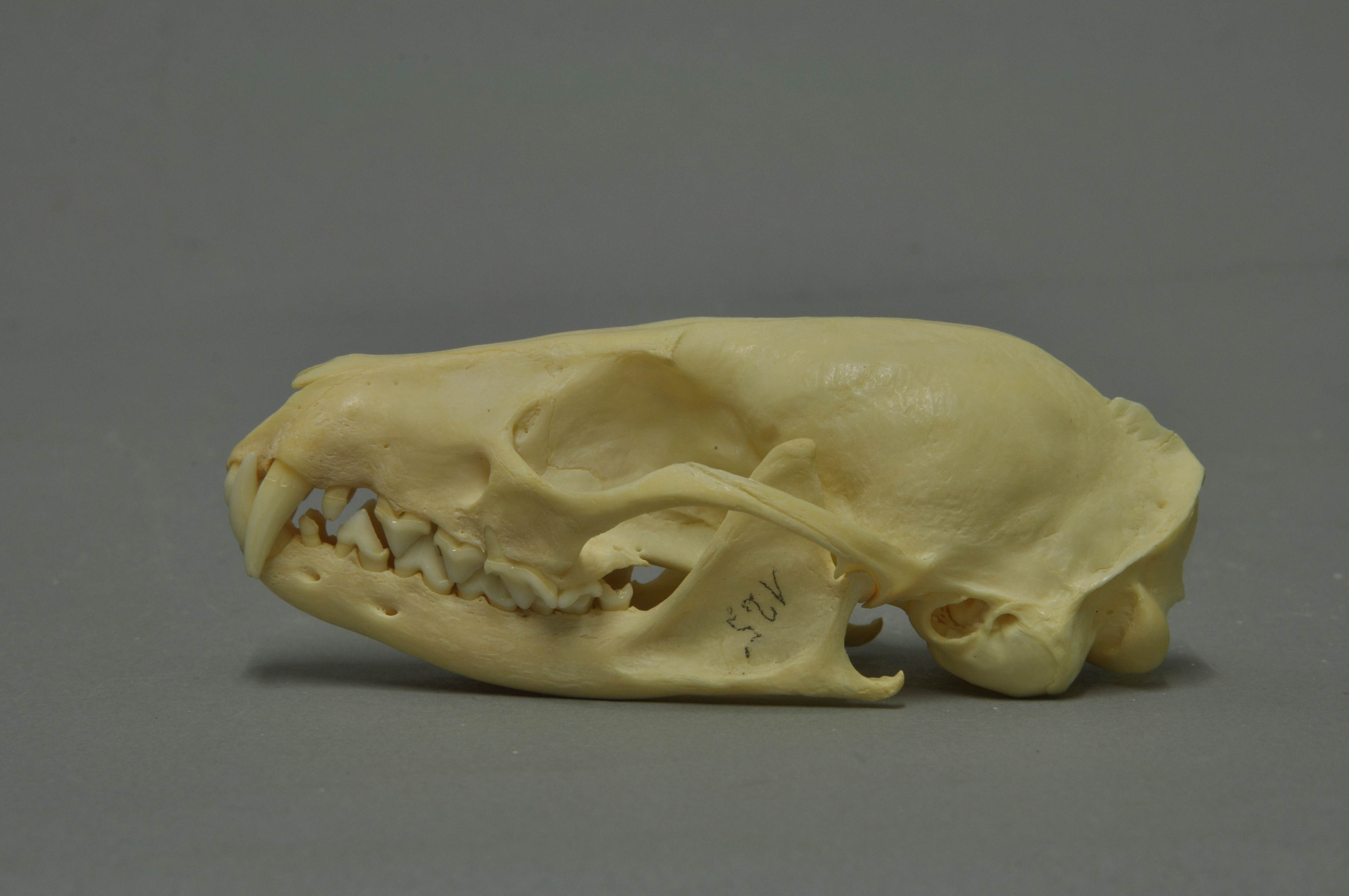
Czaszka

Długość ciała (bez ogona) 49,5–62,2 cm, długość ogona 43,1–43,2 cm, długość ucha 8,6–9,5 cm; masa ciała około 2 kg. Kolor futra waha się od jasno płowo-żółtego do blado-ochrowego, ciemniejąc do ochrowego na ramionach i środkowej linii grzbietu. Gardło jest jasnoszare; pozostałe dolne części ciała to mieszanka płowożółtego i szarego, w okolicy genitaliów bladożółtego do popielatego. Czarna linia biegnąca przez środek grzbietu składa się ze stosunkowo długich włosów; zaczyna się za łopatką i biegnie aż do nasady ogona. Grzebień na grzbiecie jest wyprostowany. Włosy w dolnej części pleców mają długość 20–22 mm; podszerstek około 10–13 mm. Duże, ciemnobrązowe do czarnych plamy o średnicy 10 lub 15 mm na grzbiecie biegną w podłużnych rzędach, przy czym trzy górne rzędy są najbardziej jednolite.  Im bliżej brzusznej strony ciała plamy te stają się mniejsze i bardziej losowo rozmieszczone, zaś na klatce piersiowej i gardle jest tylko kilka małych plamek; między tylnymi kończynami plamy nie występują. Włosy pokrywające mosznę u samców są ciemnobrązowe. Na twarzy występuje ciemna maska i parę białych plamek nad i pod oczami. Na ogonie znajduje się od ośmiu do dziesięciu jasnych pierścieni występujących na przemian z ciemnymi. Szerokość jasnych pierścieni w stosunku do ciemnych na środku ogona wynosi 50–75%; czubek ogona jest jasnoszary. Kończyny przednie i tylne są gęsto nakrapiane. Kończyny przednie są jasne po wewnętrznej stronie i ciemnoszare powyżej, z porozrzucanymi małymi plamkami. Wewnętrzna strona kończyn tylnych jest ciemnoszara, bez plamek, z szarawą plamą nad górną częścią śródstopia. Stopy są ciemne. Jest jedna para sutków. Puszka słuchowa ma wewnętrznie rozdętą komorę tylną, z ciągłą linią krzywą po zewnętrznej stronie. Występuje połączenie przedszczękowo-czołowe, a stosunek zwężenia międzyoczodołowego do szerokości czołowej wynosi 1,00 ±0,12. Wzór zębowy: I {\displaystyle {\tfrac {3}{3}}} C {\displaystyle {\tfrac {1}{1}}} P {\displaystyle {\tfrac {4}{4}}} M {\displaystyle {\tfrac {2}{2}}} = 40.

## Ekologia
Żeneta grzywiasta zamieszkuje las liściasty, w którym występują obszary zarośli i gęsta roślinność podszytu; bbserwowana jest również w lasach wtórnych i górskich. Występuje do co najmniej 1000 m n.p.m.. W Nigerii jej obecność była pozytywnie skorelowana z obecnością pierwotnych lasów suchych i plantacjami krzewów mango wewnątrz lasów oraz w mniejszym stopniu z wtórnym suchym lasem i pierwotnym lasem zalewowym. Negatywny wpływ na obecność żenety grzywiastej miały tereny podmiejskie, plantacje ananasów, zarośla oraz plantacje olejowca gwinejskiego. 
Zwierzęta trzymane w niewoli najaktywniejsze były o zmierzchu, odpoczywając przez cały dzień. Są też zwinnymi wspinaczami, spędzający większość czasu na wysokich stanowiskach. Wypróżniały się i oddawały mocz w jednym miejscu. Podczas oddawania moczu zaznaczały również swój zapach, powoli przesuwając miednicę z boku na bok, a także tarzały się i ocierały w pozostawione zapachy lub substancje, które je przyciągały. Odnotowano cztery rodzaje wokalizacje: mruczenie i warczenie, długie miauczenie, krótki pisk oraz krótkie kichnięcie/kaszel/chrząknięcie (używane jako zawołanie służące kontaktowi). 
W Nigerii procentowe występowanie zdobyczy w żołądkach jedenastu osobników wynosiło: 51% owadów, 20% ssaków, 9% gadów i 6% materii roślinnej. Pod względem biomasy najważniejszymi ofiarami były małe ssaki, a następnie stawonogi; skład pokarmu pokrywa się w 70% z gatunkiem sympatrycznym żenetą rudoplamą (G. maculata), co wskazuje na silną międzygatunkową konkurencję o pokarm między tymi dwoma gatunkami. W niewoli zaobserwowano jak dwie żenety ścigają i rzucają się na małe owady, żaby i jaszczurki.
Zachowania godowe i rozród słabo poznane: w Nigerii pod koniec sierpnia i w połowie października schwytano tygodniowe osobniki młodociane, a u samicy odłowionej w grudniu znaleziono dwa zarodki.

## Status zagrożenia i ochrona
W Czerwonej księdze gatunków zagrożonych Międzynarodowej Unii Ochrony Przyrody i Jej Zasobów został zaliczony do kategorii VU (ang. Vulnerable „narażony na wyginięcie”), ponieważ całkowita populacja żenety grzywiastej wynosi około 7000 dojrzałych osobników i występuje prawdopodobieństwa spadku liczebności gatunku o co najmniej 10% w ciągu ostatnich 12 lat (zakładając długość pokolenia wynoszącą cztery lata). Poważnym zagrożeniem dla żenety grzywiastej może być utrata siedlisk: lasy w stanie Cross River są szybko przekształcane w farmy lub nieużytki rolne, a delta Nigru jest wykorzystywana jako obszar produkcji ropy naftowej. W pewnym stopniu populacja może ucierpieć z powodu dużej presji myśliwych (poluje się na niego z powodu popytu na mięso dzikich zwierząt). 